# Castielertobel-Viadukt

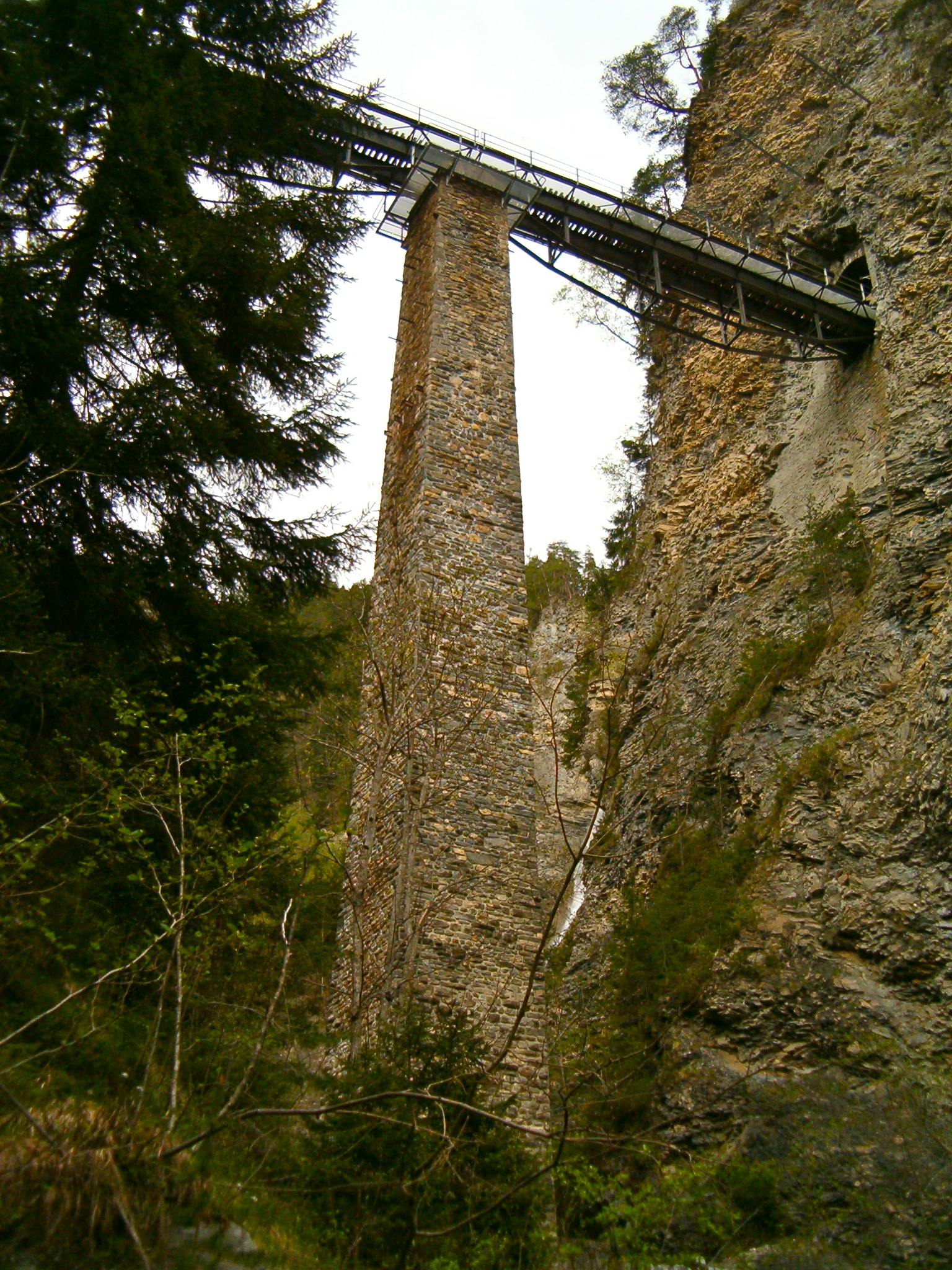
Rutschender Hauptpfeiler von Süden

Der Castielertobel-Viadukt ist eine einspurige Eisenbahnbrücke der Rhätischen Bahn auf dem Gebiet der Gemeinde Arosa im Schanfigg/Kanton Graubünden in der Schweiz. Er war bis zu seinem statisch bedingten Umbau im Jahr 1942 die grösste Steinbogenbrücke der Arosabahn. Am 13. Mai 2024 wurde die Brücke mit den beiden Pfeilern gesprengt und ein Ersatz ohne Pfeiler eingeschoben.

## Lage
Das Bauwerk ist Teil der schmalspurigen Bahnstrecke Chur–Arosa und befindet sich zwischen Calfreisen und Castiel. Es ist nach dem Langwieser Viadukt und dem Gründjitobel-Viadukt die drittgrösste Brücke der Arosalinie. Der Viadukt führt die Eisenbahnstrecke rund 330 Höhenmeter unterhalb der Brücke der Schanfiggerstrasse über das Castielertobel, eine wilde und tief eingeschnittene Schlucht aus Bündnerschiefer. Ähnlich wie beim Landwasserviadukt führt die Brücke direkt in einen Tunnel; hier taucht der Zug in den 249 m langen, S-förmigen Bärenfalle-Tunnel.

## Baugeschichte
Aufgrund der schwierigen geologischen Verhältnisse im Schanfigg mussten für die von 1912 bis 1914 privat erbaute Chur-Arosa-Bahn insgesamt 19 Tunnels und 52 Brücken erstellt werden. Wie die meisten Brücken wurde auch der Castielertobel-Viadukt in klassischer Weise hauptsächlich aus Stein erstellt, wobei die spezielle Lage der Baustelle dafür verantwortlich war, dass man für den Kern der Pfeiler Stampfbeton verwendete. Beim spektakulären und topographisch äusserst schwierigen Absturz des Castielertobels – der sogenannten Bärenfalle, die trotz ihrer relativen Nähe zur Kantonsstrasse vor dem Bau noch fast unbekannt war – mussten sich die Ingenieure beim Ausstecken der Bahnlinie mit Feuer- und Rauchzeichen behelfen. Beim Bau der Brücke erfolgte der Zugang von Sassal aus via Calfreisertobel über das bereits gebaute Trassee auf behelfsmässig ausgelegten Schienen. Pferde zogen das benötigte Material auf Rollwagen zur Baustelle. Der Bärenfalle-Tunnel wurde bergseitig vom Castieler Eichwald aus in Angriff genommen. Er war bereits durchschlagen, als sich die beiden Pfeiler des Viadukts noch im Bau befanden. Trotz der schwierigen Lage verlief der Baufortschritt selbst überraschend problemlos: Während im April 1913 erst der Hauptpfeiler fundiert war, stand im November des gleichen Jahres der gesamte Viadukt bis auf die Abdeckung fertig da. Demgegenüber drohte am oberen Portal des Bärenfalle-Tunnels ein Gesteinseinbruch die Durchfahrt gerade in dem Moment zu sperren, als der Maschinentransport in das Kraftwerk Lüen beginnen sollte.

## Stabilisierungsmassnahmen und Umbau 1942
Der Baugrund erwies sich schon bald als sehr ungünstig, was zur Folge hatte, dass der 53 m hohe Hauptpfeiler jedes Jahr um rund 6 mm zur Plessur abrutschte. Dies zog nach einiger Zeit erhebliche Gewölbeverformungen mit sich. Nach langen Beobachtungen und eingehenden Untersuchungen wurde deshalb 1931 eine erste Rekonstruktion des Viaduktes in Angriff genommen. Das talseitige Widerlager wurde dabei mit einem in Glockenform gebildeten Betonklotz unterfangen. Dieser war mit Hunzikersteinen verkleidet, mit Eisenbahnschienen armiert und hatte einen Durchmesser von 14 m sowie eine Höhe von 9 m. Die neue Fundamentsohle lag 21 m unter der vorherigen Terrainlinie. Diese Arbeiten wurden von der Firma B. & C. Caprez ausgeführt.

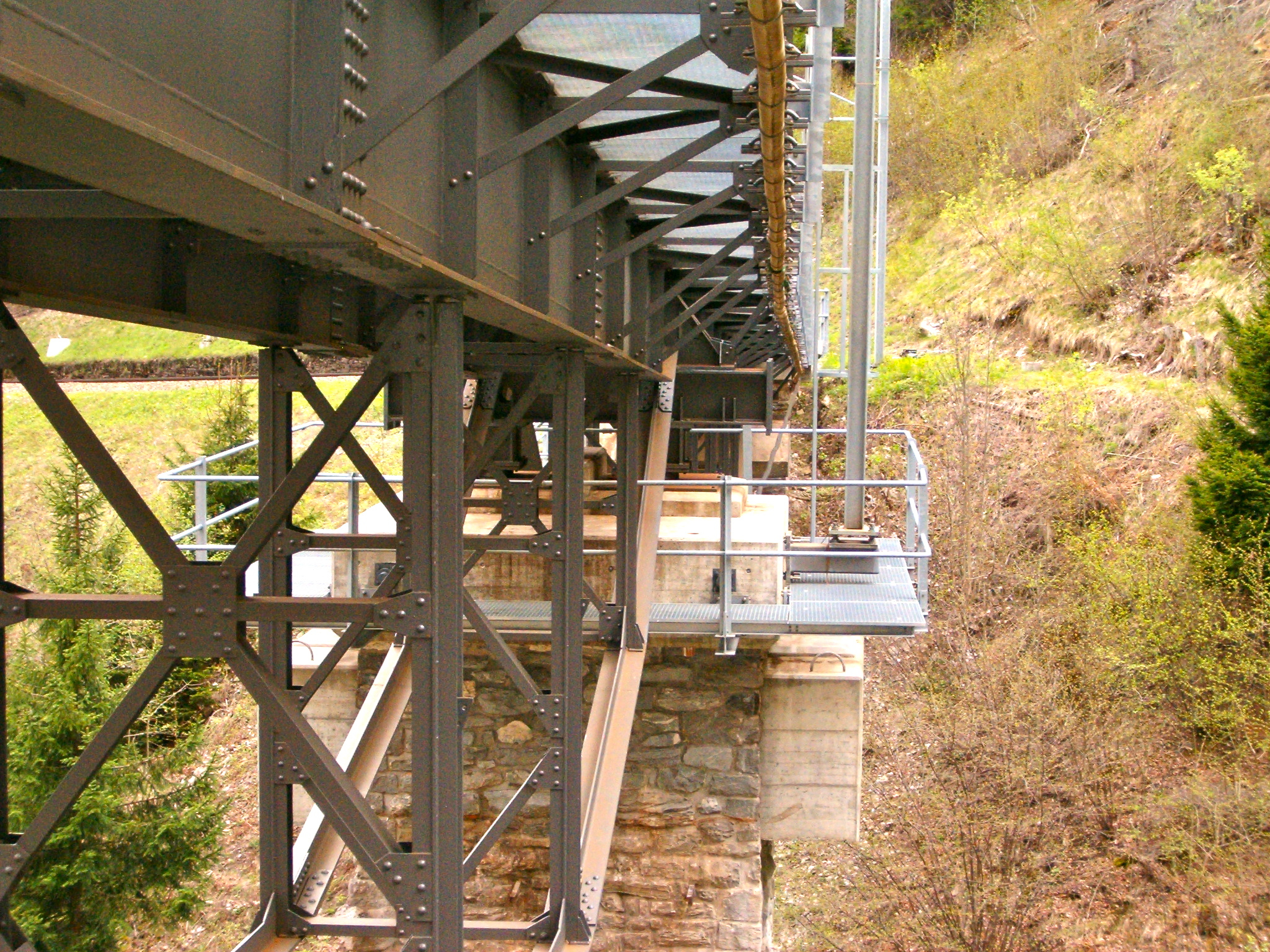
Stahlträger mit Fischbauchverstärkung

Bald stellte sich heraus, dass diese Massnahme nicht ausreichend war. 1942 erfolgte deshalb ein kompletter Umbau der gesamten Brückenkonstruktion. Alle drei aus Stein gemauerten Bogen wurden abgetragen und durch Eisenträger ersetzt, um gegen Rutschungen und gegen damit verbundene Verformungen nicht mehr anfällig zu sein. Durch die unten liegenden Fischbauchträger (Untergurt) konnte ein Maximum an Stabilität erreicht werden. Oberingenieur Hans Conrad leitete diesen aufsehenerregenden Umbau, ohne dass der Bahnbetrieb unterbrochen werden musste. Eine Spezialkonstruktion ermöglicht seitdem den Ausgleich dieser auch mit modernsten Mitteln nicht aufzuhaltenden Rutschbewegung. Regelmässig werden beide Pfeiler überprüft, um Unregelmässigkeiten sofort zu erkennen. Die angebrachte Kontrolleinrichtung erlaubt es, auch geringste Verschiebungen zu registrieren. Zusätzlich sorgte eine an Drahtseilen aufgehängte Schienenlast von 7 t für eine Zugwirkung von 50 t auf den Pfeilerkopf und zog diesen in Fahrtrichtung Chur. 2006 wurde das Bauwerk erneut einer umfassenden Sanierung unterzogen, wobei die genannte Schienenlast durch ein technisch verfeinertes Zugsystem ersetzt wurde.

## Neubau 2024
Da die Pfeiler nach wie vor auf instabilem Grund standen, wurde die bisherige Brücke abgebaut. Die Sprengung erfolgte am 13. Mai 2024. Die Brücke wurde durch eine längere Konstruktion aus Stahl ohne Pfeiler ersetzt. Da die Sprengung gemäss dem Bundesamt für Verkehr ohne Bewilligung erfolgte, laufen diesbezüglich juristische Abklärungen.

## Galerie

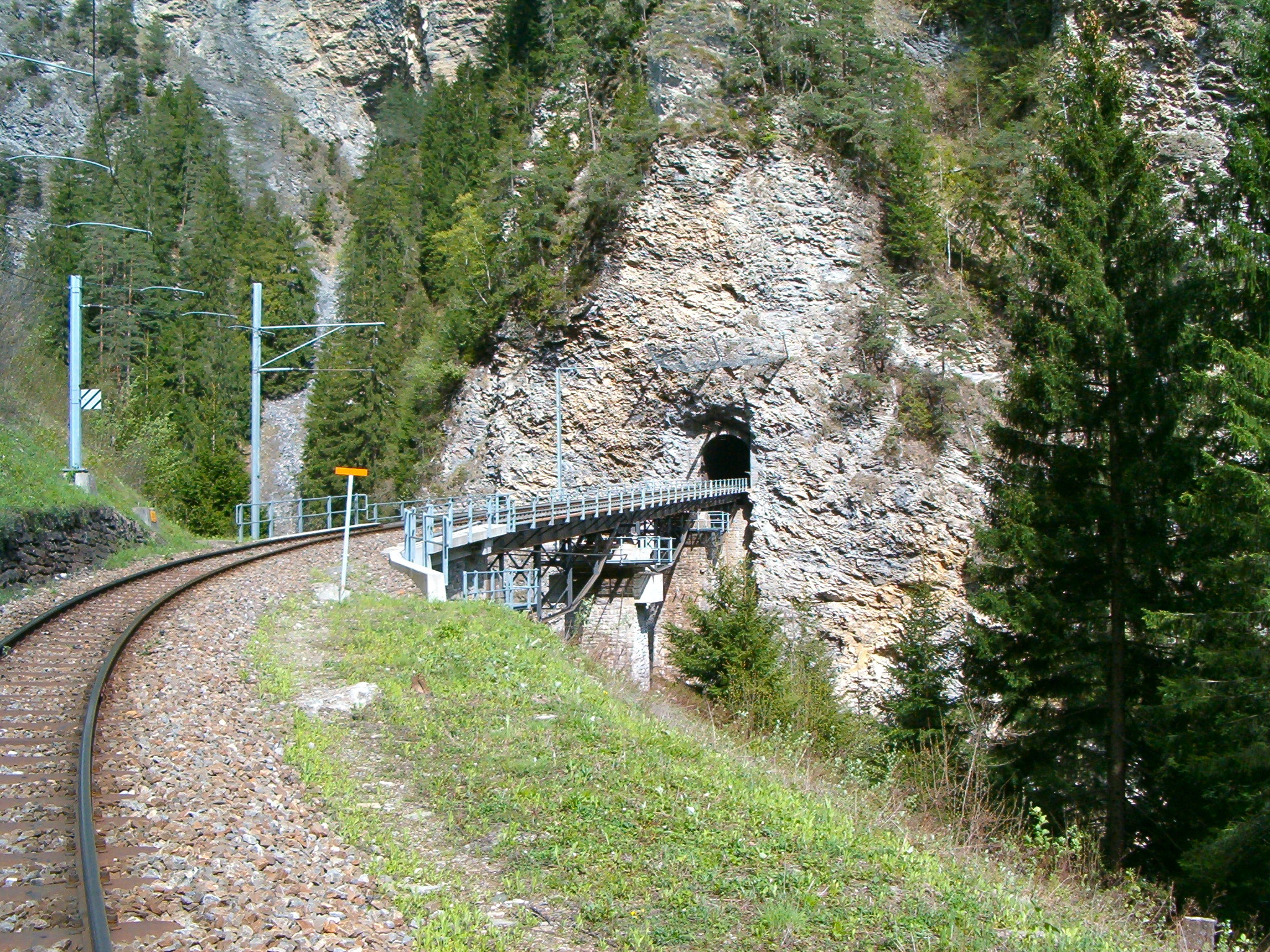
Viadukt mit Bärenfalle-Tunnel
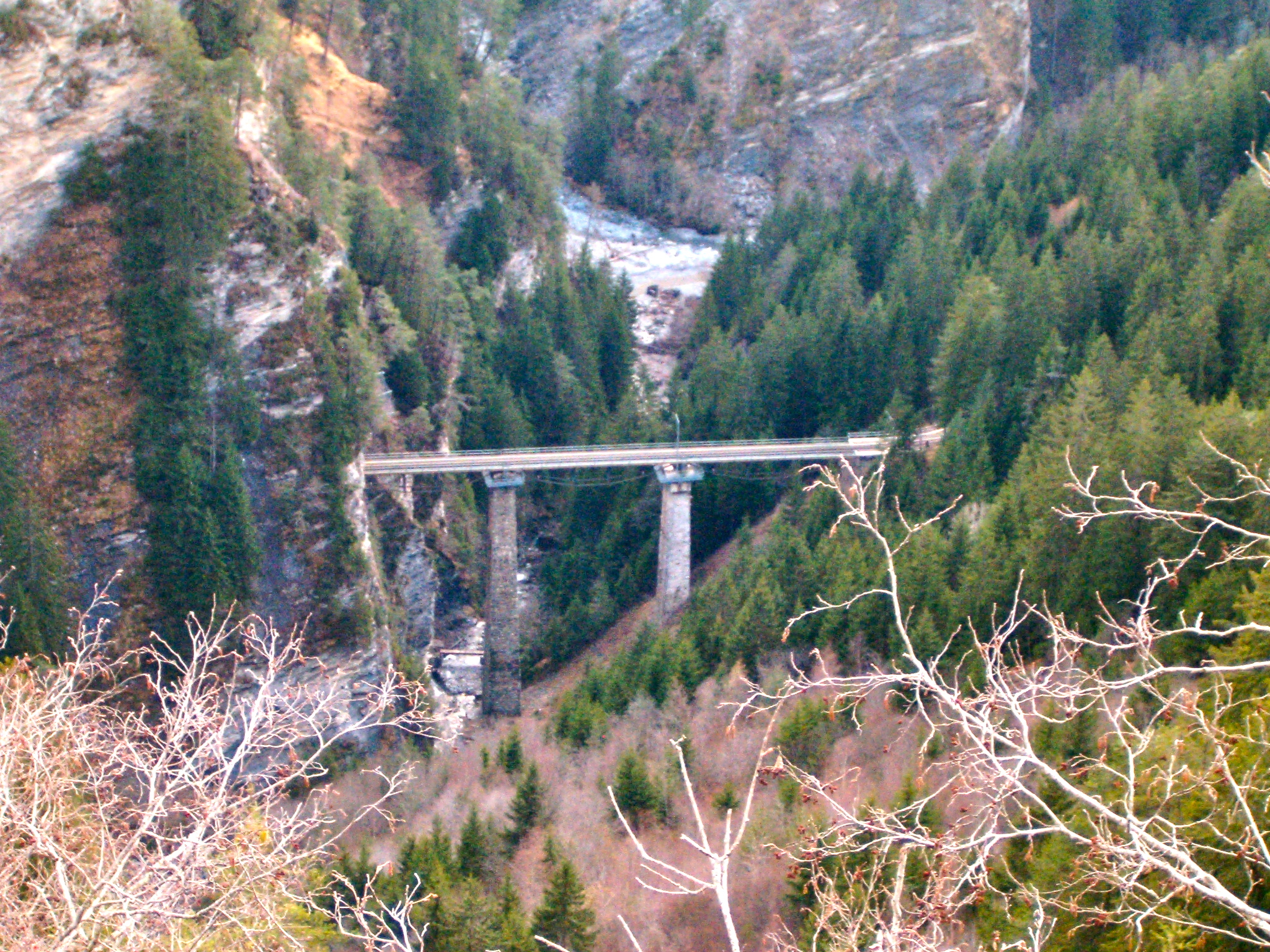
Viadukt von der Schanfiggerstrasse gesehen
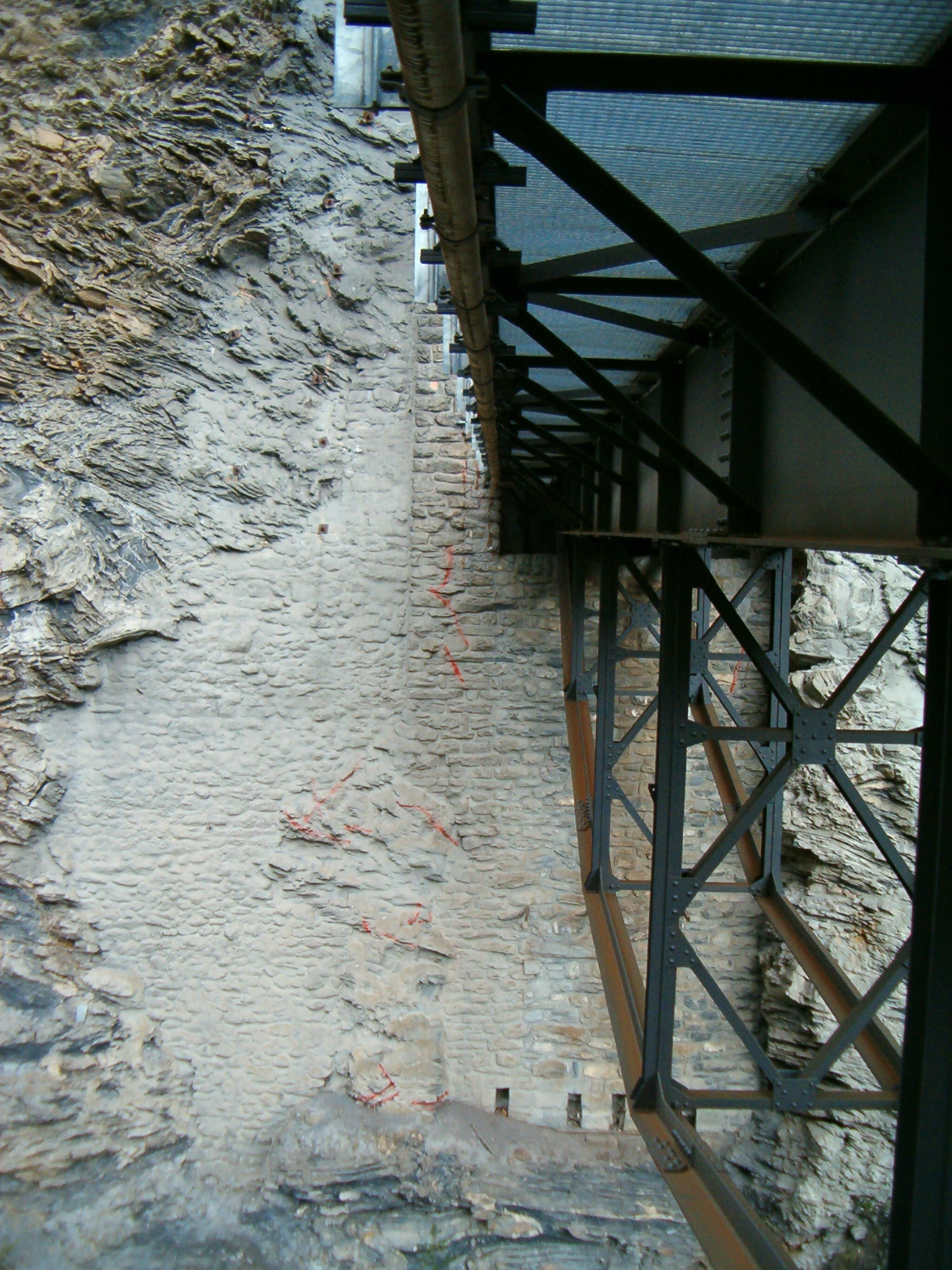
Stahlträger zum Tunnel mit Kennzeichnungen von Mauerrissen
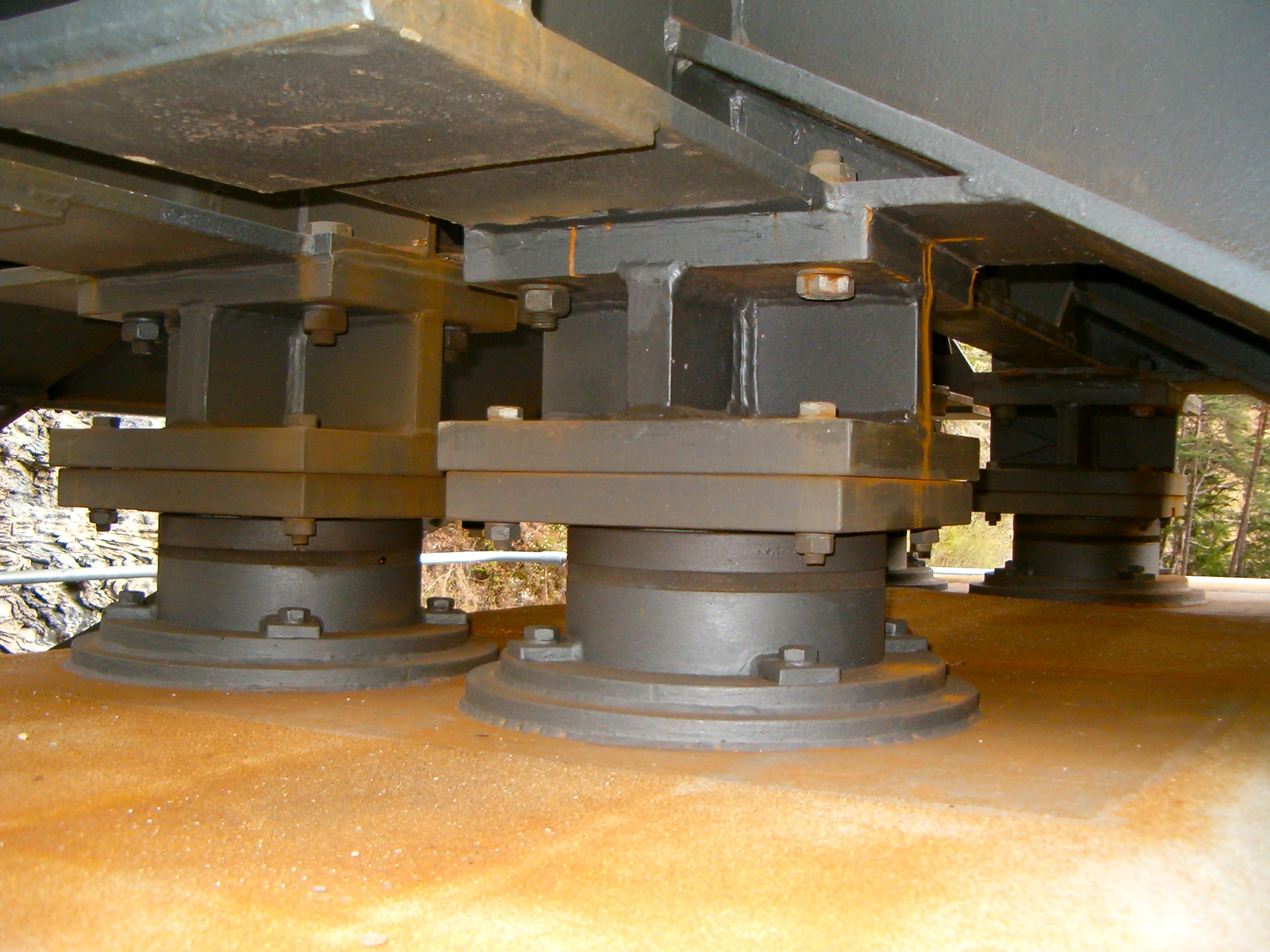
Pfeilerkopf mit justierbaren Fahrbahnlagern
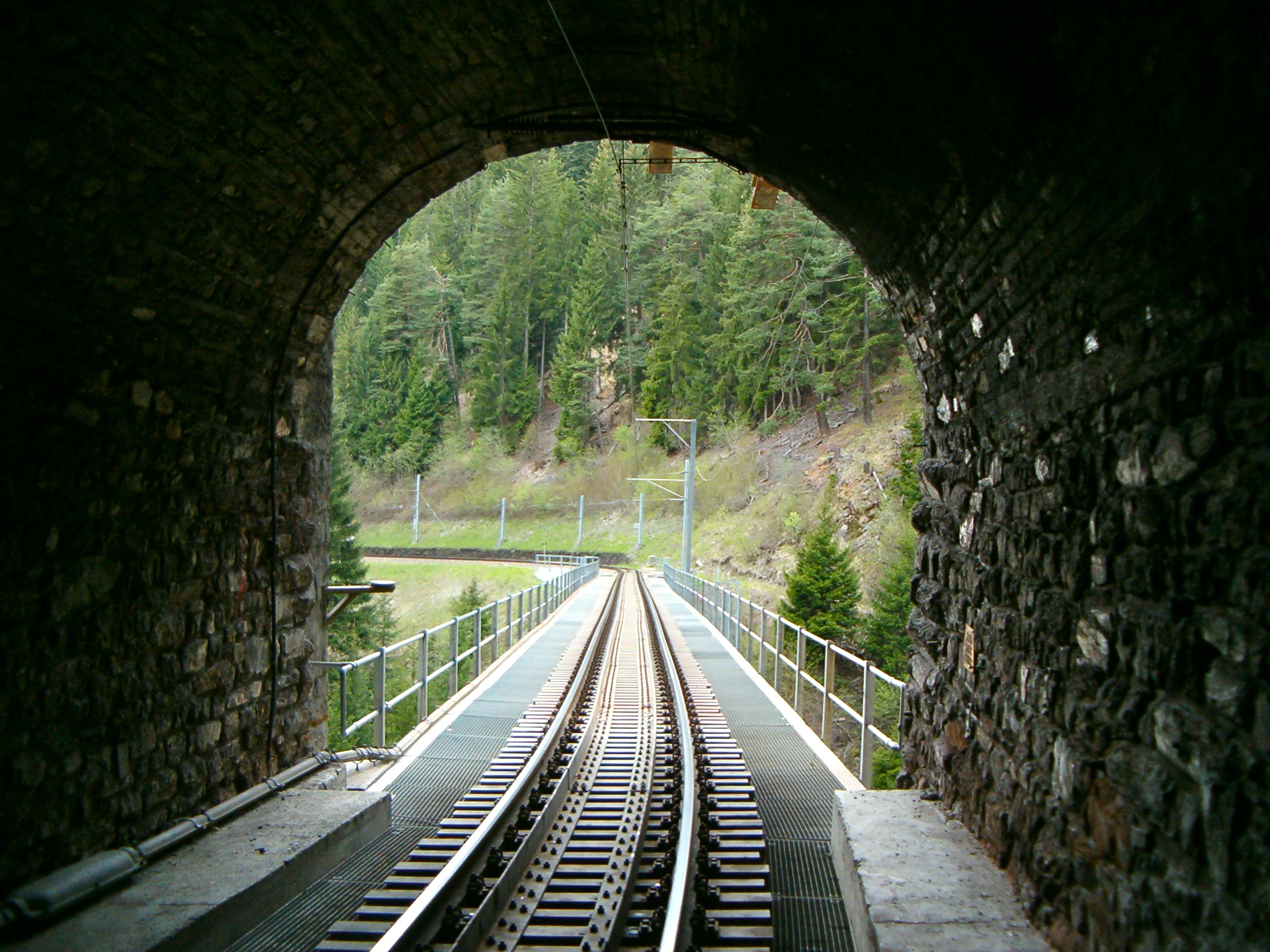
Blick aus dem Bärenfalle-Tunnel auf den Viadukt
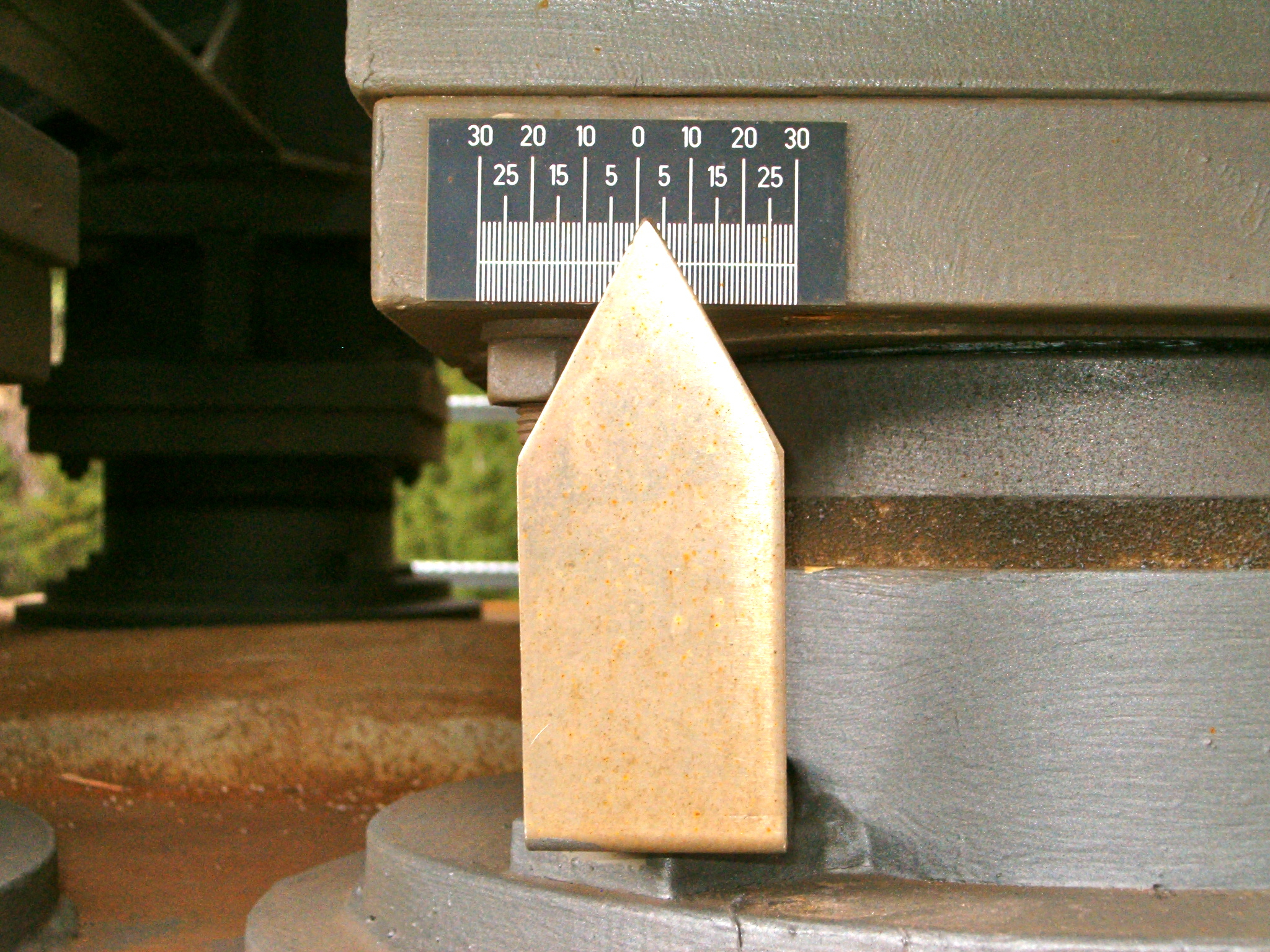
Messvorrichtung an den Fahrbahnlagern